# Ždánice
Ždánice (německy Steinitz) jsou město v okrese Hodonín v Jihomoravském kraji, 9 km severozápadně od Kyjova, v jižní části Ždánického lesa. Žije zde přibližně 2 500 obyvatel.

## Název
Jméno města bylo odvozeno od osobního jména Ždán (jehož základem je sloveso ždáti – „čekat“). Výchozí tvar Ždánici označoval obyvatele a znamenal „Ždánovi lidé“. Německé jméno vzniklo z českého.

## Historie
První písemná zmínka o obci pochází z roku 1349, kdy byl zaznamenán převod jmění mezi bratry. Osada byla vybudována pod hradem Palánek. Po třicetileté válce byl zámek a panství zkonfiskováno Kounicům a majetek přešel do rukou Lichtenštejnů. Od roku 1850 byly Ždánice sídlem soudního okresu. V roce 1908 byla dána do provozu železniční trať z Čejče do koncové stanice Ždánice. 
V roce 1990 získaly Ždánice status města.

## Obyvatelstvo
| Rok  | Počet obyvatel | Počet domů |
| ---- | -------------- | ---------- |
| 1850 | 1 952          | --         |
| 1869 | 2 172          | 369        |
| 1880 | 2 244          | 420        |
| 1890 | 2 127          | 420        |
| 1900 | 2 184          | 419        |
| 1910 | 2 358          | 453        |
| 1921 | 2 421          | 470        |
| 1930 | 2 157          | 520        |
| 1950 | 2 284          | 578        |
| 1961 | 2 630          | 626        |
| 1970 | 2 666          | 627        |
| 1980 | 2 761          | 589        |
| 1991 | 2 757          | 636        |
| 2001 | 2 742          | 649        |
| 2010 | 2 625          | --         |

V roce 1900 žilo ve Ždánicích asi 6 % Němců.

## Pamětihodnosti
- Zámek – původně tvrz vybudovali po roce 1500 Zástřizlové, v 60. letech 16. století ji Kounicové přestavěli na renesanční zámek a v letech 1762–1789 opět přestavěn Lichtenštejny v barokním slohu. Od roku 1850 zde bylo sídlo soudu. Dnes je zde Vrbasovo muzeum.
- Kostel Nanebevzetí Panny Marie z roku 1701
- Stará radnice z roku 1565
- Zvonice z počátku 19. století. Zvon z roku 1540 pochází z kostela sv. Bartoloměje, který byl zbourán za Josefínských reforem.
- Laudonova vila z počátku 20. století, postavená 1908 Eduardem Seidlem pro jeho syna Erwina; ten ji pak roku 1935 pronajal rodině Ernsta Gideona Loudona, který byl pozemkovou reformou donucen prodat zámek v Bystřici pod Hostýnem
- Fara
- Hvězdárna a planetárium Oldřicha Kotíka ve Ždánicích

## Osobnosti
- Karel Jaromír Bukovanský (1844–1932), spisovatel
- Václav Kostiha (1900–1942), ždánický farář, který v květnu 1942 poskytl úkryt parašutistovi Oldřichu Pechalovi, popraven nacisty
- Martin Kříž (1841–1916), amatérský krasový badatel, archeolog a literát narozený v Líšni, povoláním notář, vykonávající svoji praxi ve Ždánicích, kde je též pohřben
- Antonín Mendl (1890–1944), architekt
- Eduard Seidl (1854–1934), podnikatel, provozovatel ždánického statku a cukrovaru, majitel zámku Ždánice
- Jakub Vrbas (1858–1952), učitel a historik, zakladatel místního muzea
- Iva Zajíčková, provd. Stafová (* 1948), dráhová cyklistka, dvojnásobná vicemistryně světa, ždánická starostka

## Fotogalerie

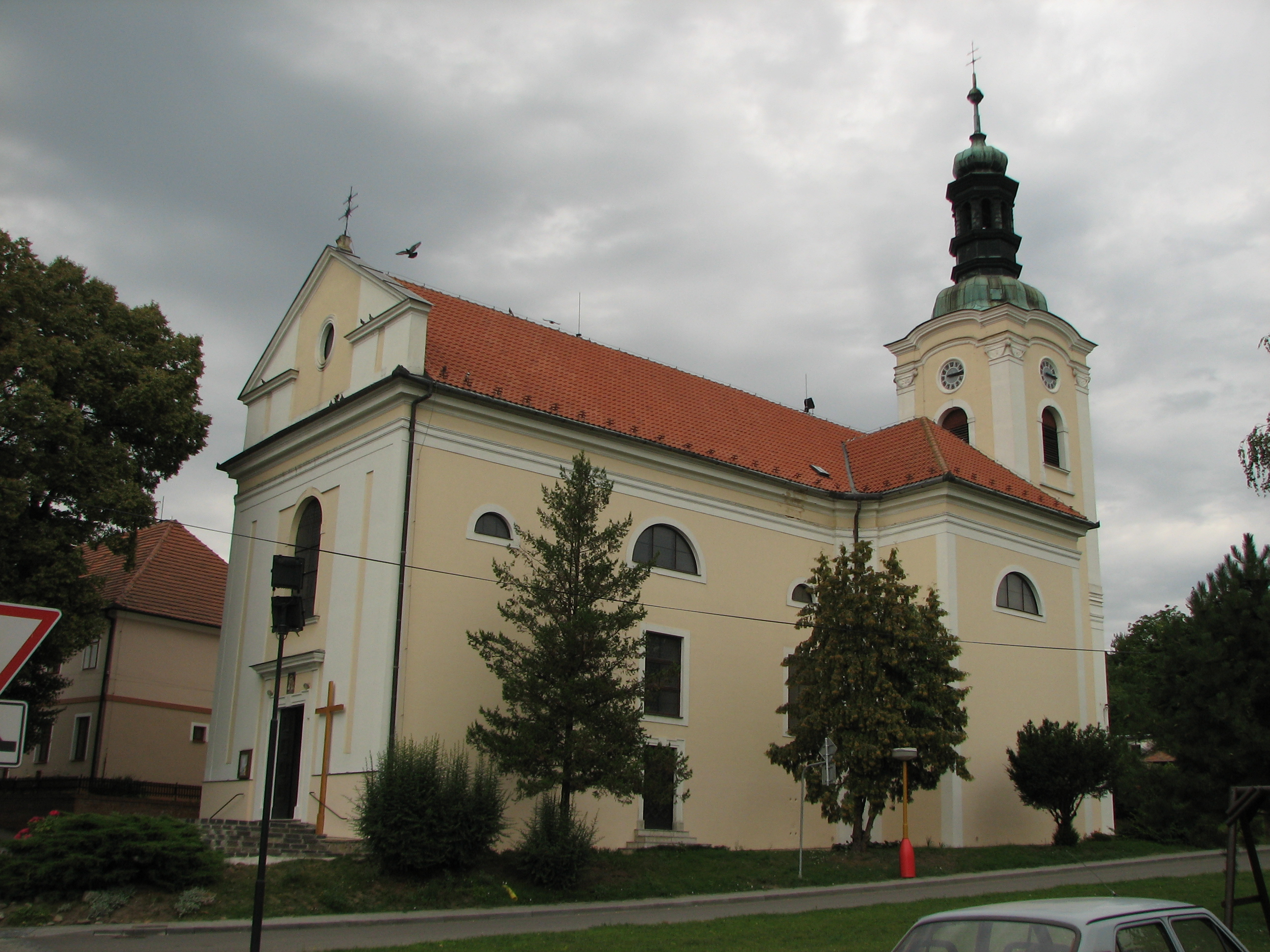
Kostel Nanebevzetí Panny Marie
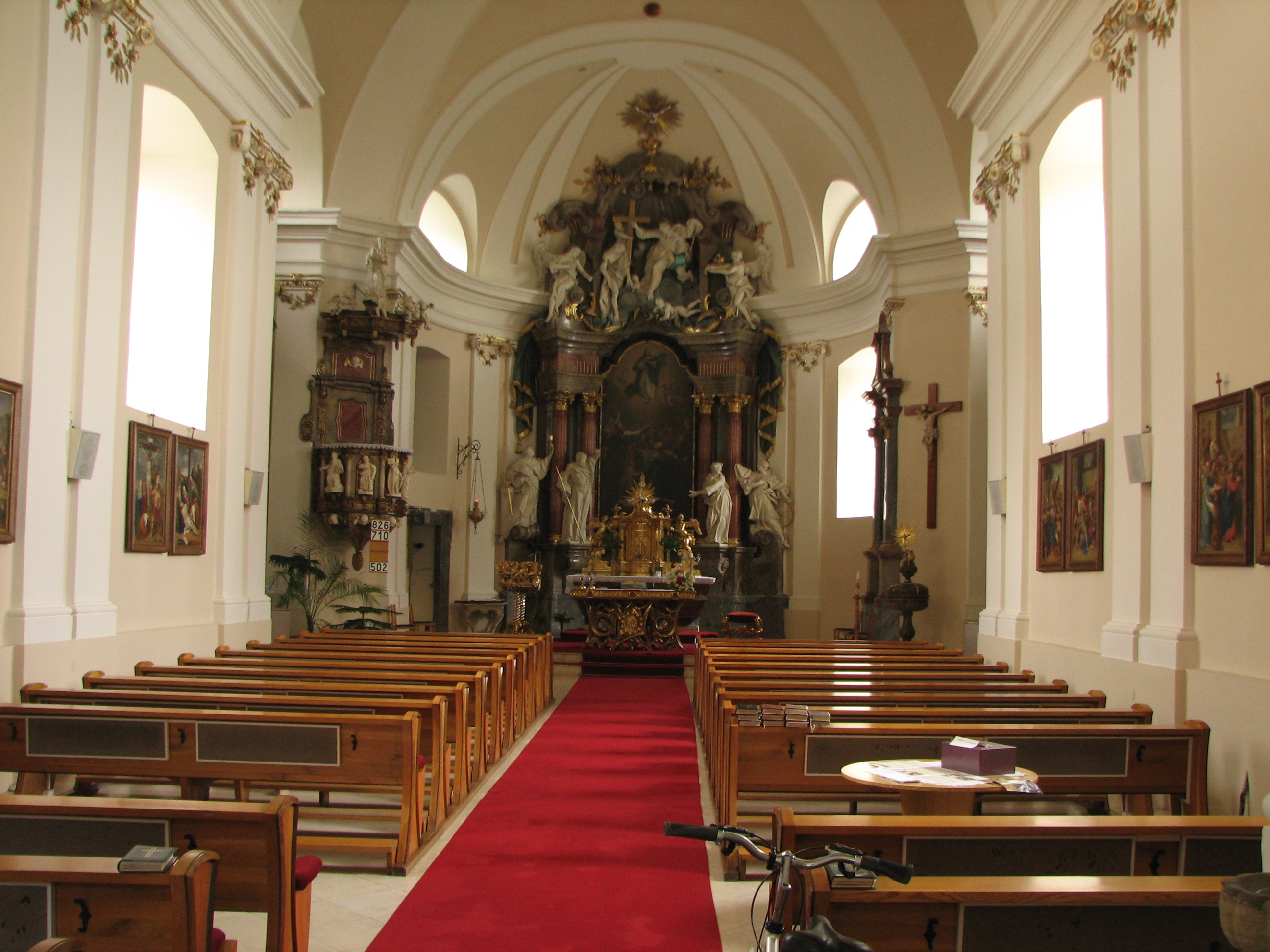
Interiér kostela
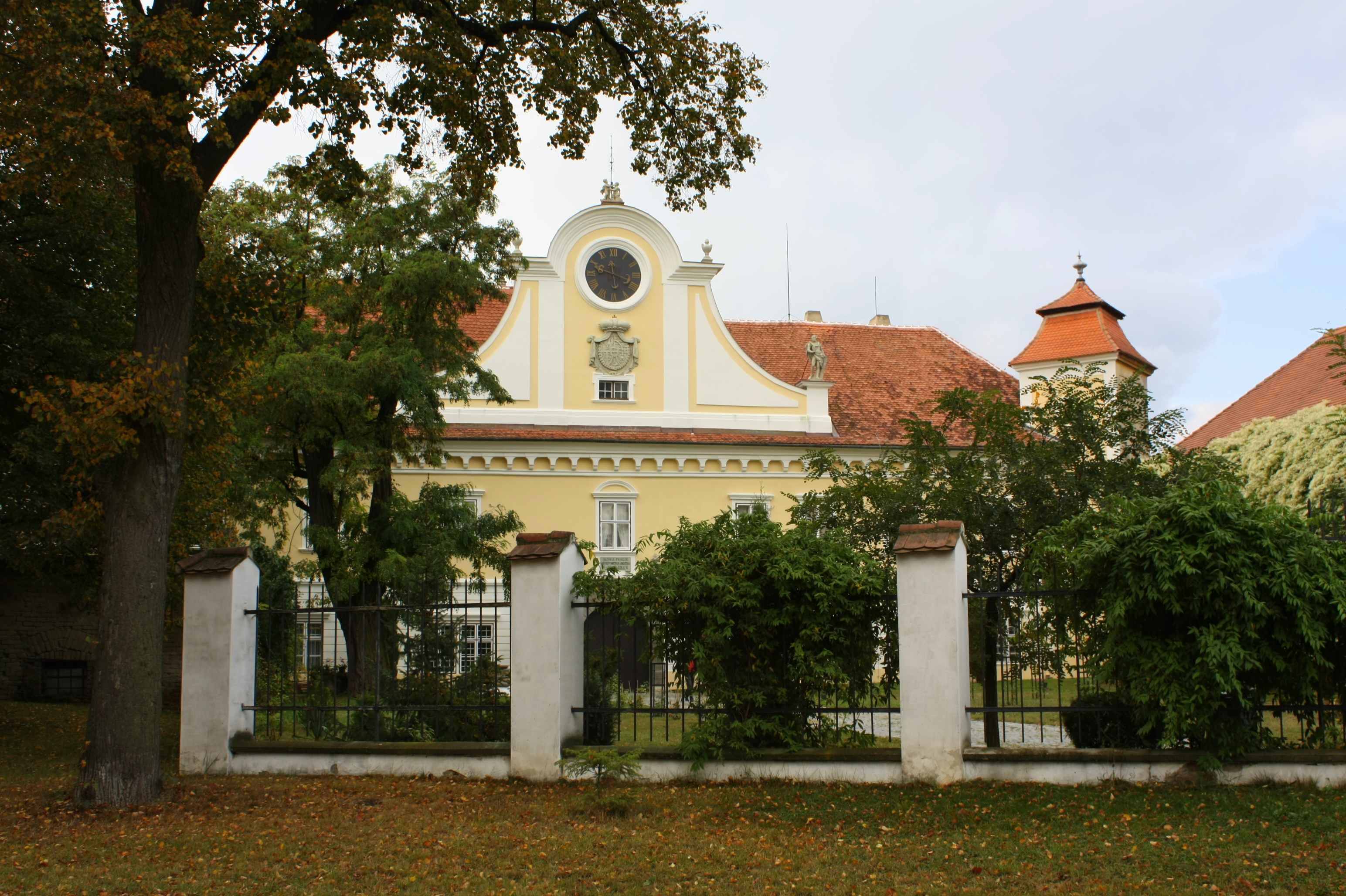
Zámek a Vrbasovo muzeum
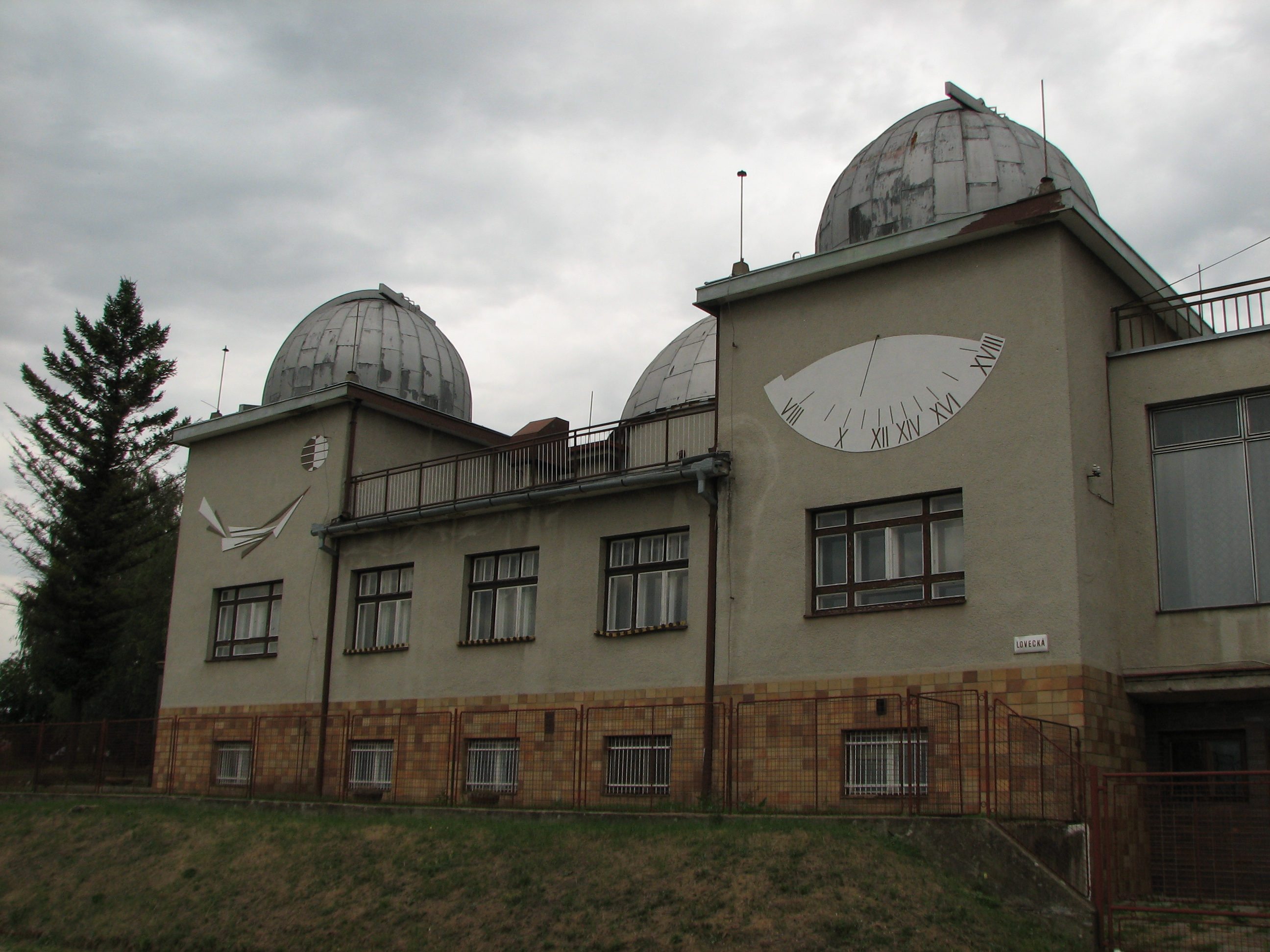
Hvězdárna
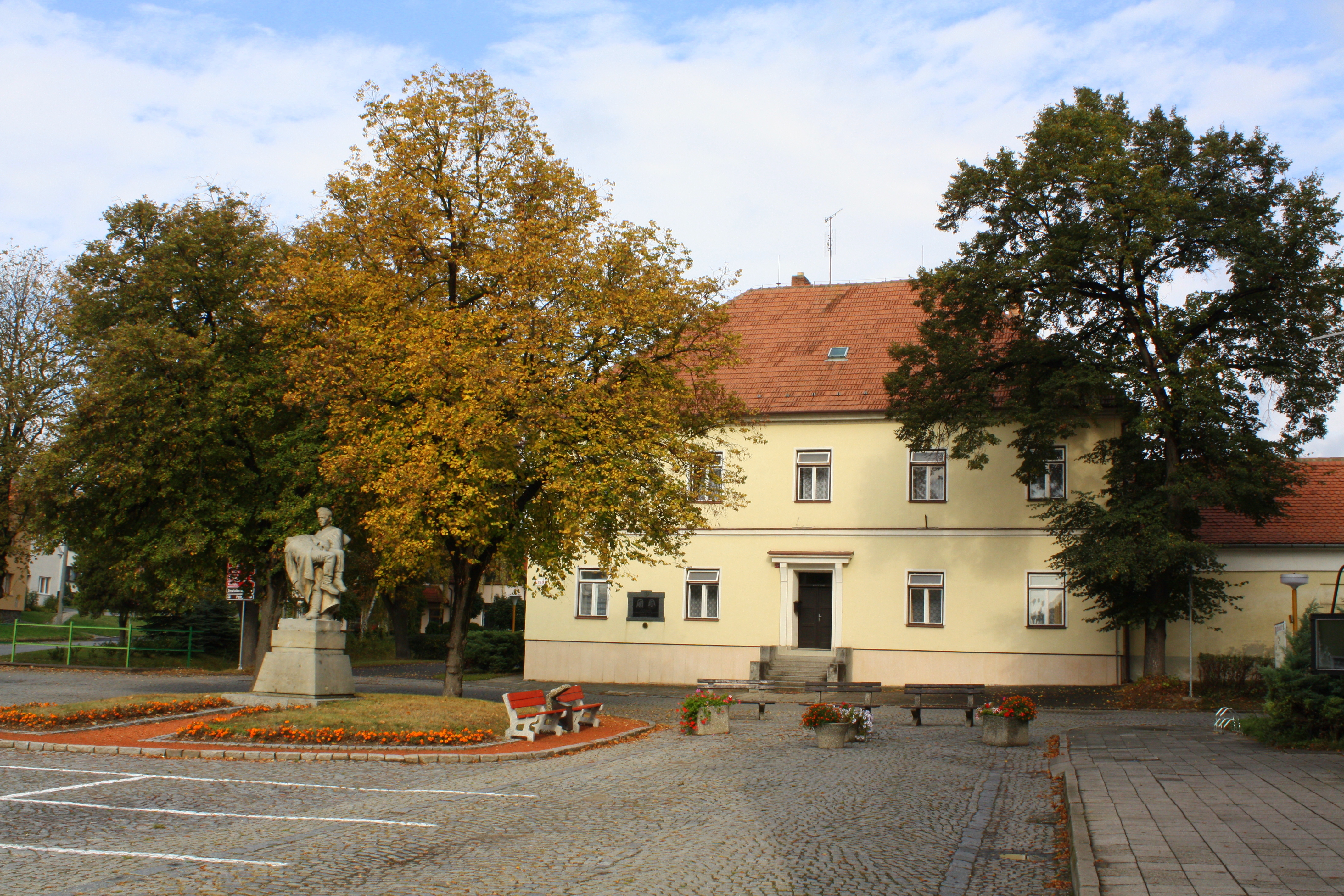
Fara
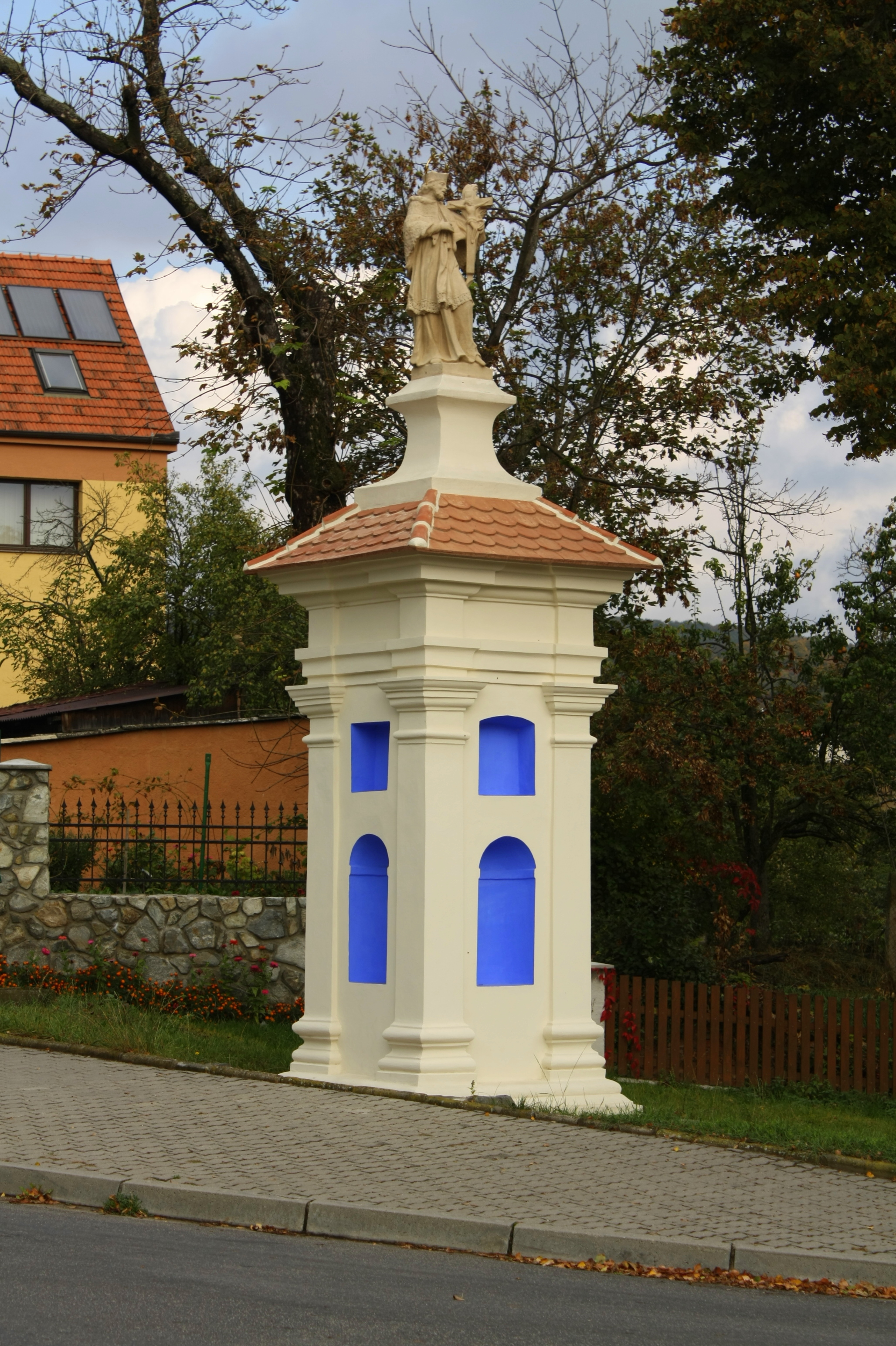
Boží muka
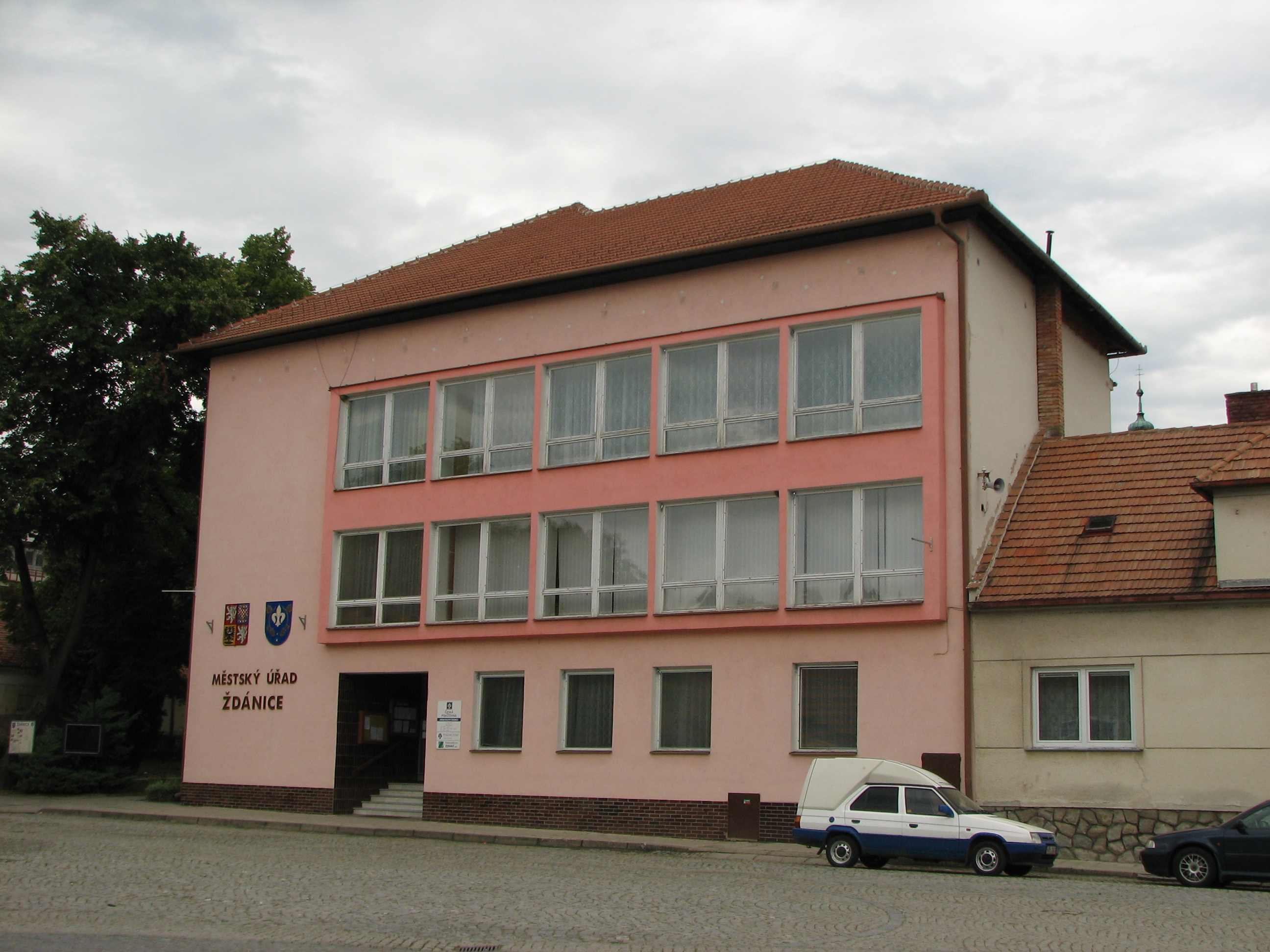
Městský úřad
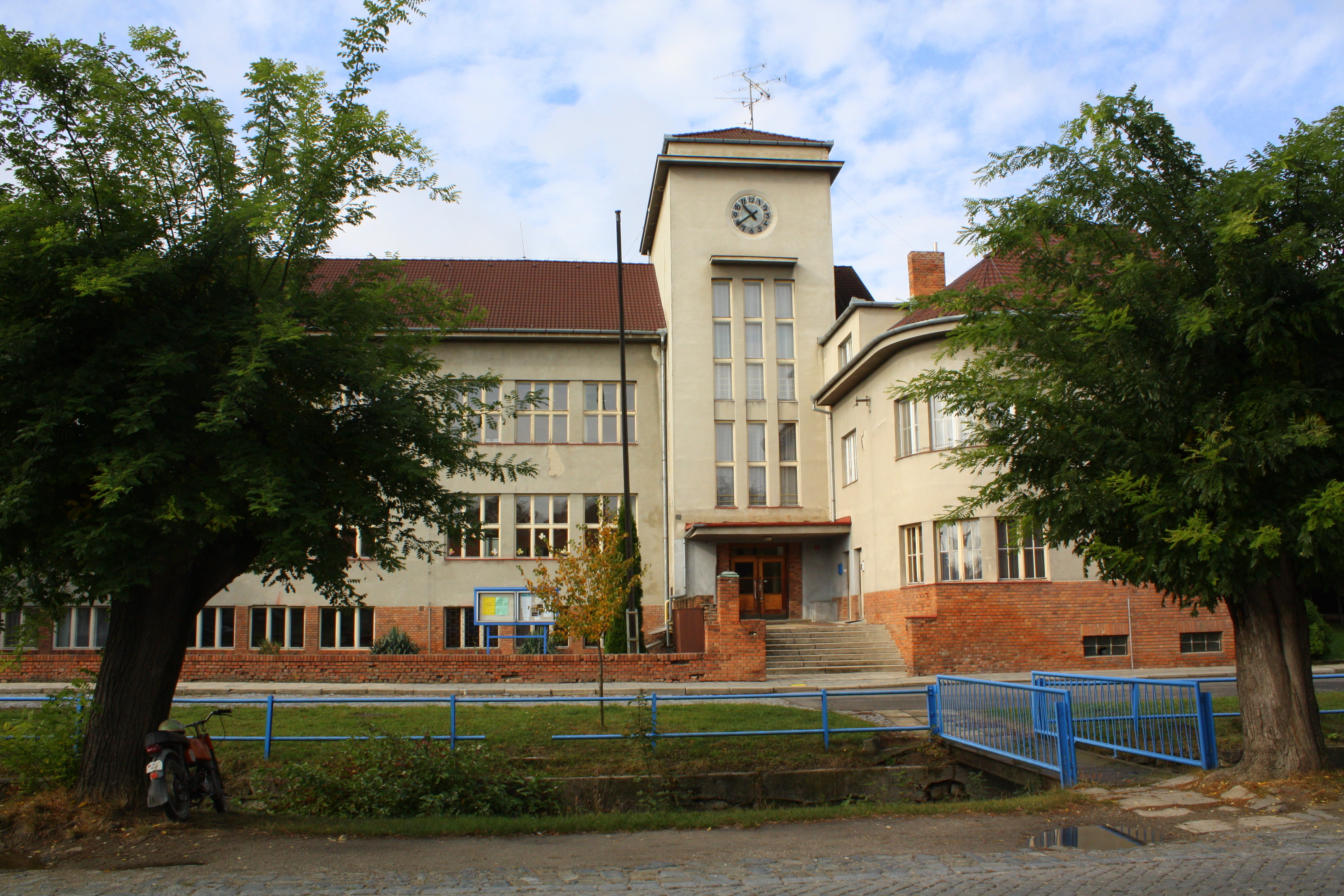
Masarykova základní škola